# Kravgi gynaikon
Kravgi gynaikon è un film del 1978 diretto da Jules Dassin.